# Veliki Bukovec
Veliki Bukovec je vesnice a správní středisko stejnojmenné opčiny v Chorvatsku ve Varaždinské župě. Nachází se mezi řekami Bednja a Plitvica, asi 10 km severovýchodně od Ludbregu a asi 33 km východně od Varaždinu. V roce 2011 žilo ve vesnici 660 obyvatel, v celé opčině pak 1 438 obyvatel.
Součástí opčiny jsou celkem tři samostatné, trvale obydlené vesnice.
- Dubovica – 312 obyvatel
- Kapela Podravska – 466 obyvatel
- Veliki Bukovec – 660 obyvatel

Opčinou procházejí župní silnice Ž2072 a Ž2076. V blízkosti Velikého Bukovce ústí do severně protékající Drávy dvě řeky; Bednja a Plitvica, které svým tokem vesnici obklopují. Severozápadně od vesnice se nachází Dubravské jezero. Nachází se zde zámek rodu Draškovićů a kostel svatého Františka z Assisi.